# Tobiesen (Adelsgeschlecht)

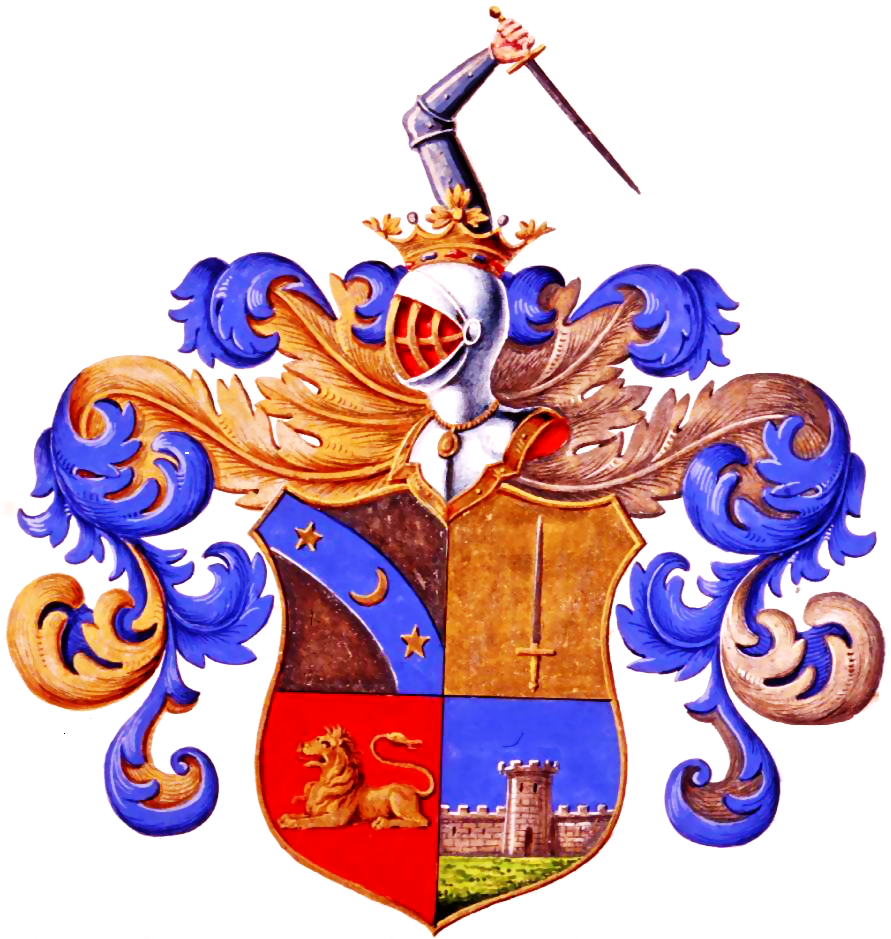
Wappen (1841)

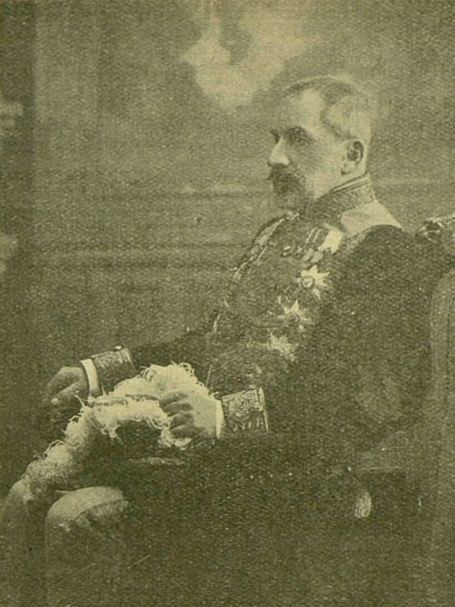
Hermann von Tobiesen (1845–1917)

Tobiesen (russisch Тобизены) ist der Name eines deutschstämmigen, russischen Adelsgeschlecht.

## Geschichte
Der Familienname des Geschlechts leitet sich aus einem Patronym her und wurde zuerst von dem Husumer Schiffskapitän und Kaufmann Martin Tobiesen (1738–1816), Sohn des Tobias Martensen, geführt. Ludolph Hermann Tobiesen (1771–1839) begab sich 1821 in russische Dienste, avancierte dort 1831 zum Hofrat (Klasse 7), erhielt 1834 das Indigenat und wurde schließlich 1839 Kollegienrat (Klasse 6), wodurch er in den erblichen russischen Dienstadel aufstieg. Nach Beschluss der St. Petersburger Adelsdeputiertenversammlung vom 5. Juli bzw. 9. September 1839, wurde er mit seinen Nachfahren in das St. Petersburger Adelsgeschlechtsbuch eintragen. Diesen, seinen Söhnen, wurde am 28. März 1841 ein Adelsbestätigungsdiplom und einen Wappenbrief ausgestellt. Die verwitwete Vizeadmiralin Selma von Tobiesen (1832–1896) und ihre Kinder wurde am 8. März 1894 in das Estländische Adelsgeschlechtsbuch eintragen.

## Angehörige
- Ludolph Hermann Tobiesen (1771–1839), deutscher Mathematiker, Navigationslehrer, Autor und Übersetzer
- August von Tobiesen (1810–1885), russischer Generalmajor[2]
- Hermann von Tobiesen (1845–1917), russischer Staatsrat, Vizegouverneur von Livland, Gouverneur von Tomsk und Charkow[3]
- Johannes von Tobiesen (1808–1878), russischer Vizeadmiral[4]

## Wappen
Das Wappen (1841) ist geviert, das erste Feld zeigt in Silber einen gebogenen mit steigendem silbernen Mond zwischen zwei fünfstrahligen silbernen Sternen belegten blauen Schrägbalken, das zweite Feld zeigt in Gold ein aufrechtes silberbens Schwert, das dritte Feld zeigt einen liegenden, vorwärtssehenden goldenen Löwen und das viere Feld zeigt auf grünem Boden eine durchgehende silberne Zinnenmauer mit Turm. Auf dem gekrönten Helm mit blau-goldenen und blau-silbernen Decken ein wachsender schwertschwingender silberner Arm.